# Eiksundtunneln
Eiksundtunneln är en vägtunnel i Møre og Romsdal fylke i Norge. Den är en del av Eiksundsambandet och var världens längsta och djupaste 
vägtunnel under vatten tills Ryfylketunneln invigdes år 2019.
Tunneln är utsprängd i berg och går från ön Eika i Ulsteins kommun till Sørheim i Ørsta kommun. Den 
är 7 765 meter lång och går som djupast 287 meter under havet. Den invigdes den 23 februari och ersätter färjelinjen mellan Eiksund och Rjåneset.
Byggkostnaden var 500 miljoner kronor och projektet finansierades av norska staten (75 %), med vägavgifter (20 %) och bidrag från berörda kommuner (5 %). Vägavgiften baserades på en återbetalningstid på 15 år, men trafiken ökade betydligt mer än beräknat, så den avskaffades efter sex år, den 14 juni 2014. Restiden mellan Volda och fastlandet minskade med 20 minuter när tunneln invigdes.